# کستال
کستال (به ترکی استانبولی: Kestel) شهری است در کشور ترکیه که در استان آنتالیا واقع شده‌است. جمعیت این شهر بر اساس سرشماری سال ۲۰۰۸ میلادی ۷٬۷۴۲ نفر و بر اساس برآوردهای سال ۲۰۰۹ میلادی ۸٬۵۹۸ نفر می‌باشد.